# Scoliopteryx
Scoliopteryx is een geslacht van vlinders uit de familie spinneruilen (Erebidae). Scoliopteryx betekent "kartelvleugelig" en verwijst naar de gekartelde achterrand van de vleugels.

## Soorten
- Scoliopteryx aksuana Sheljuzhko, 1955
- Scoliopteryx libatrix (Linnaeus, 1758) - roesje